# Collegio di Uxbridge and South Ruislip
Uxbridge and South Ruislip è un collegio elettorale situato nella Grande Londra, e rappresentato alla Camera dei comuni del Parlamento del Regno Unito. Elegge un membro del parlamento con il sistema first-past-the-post, ossia maggioritario a turno unico; il deputato del collegio è Steve Tuckwell, del Partito Conservatore, eletto con elezioni suppletive nel 2023.

## Estensione

Uxbridge and South Ruislip dal 2010 al 2024

I confini del collegio furono modificati prima delle elezioni generali del 2010, quando il Parlamento approvò la quinta revisione dei collegi di Westminster. Ickenham e parti di West Ruislip furono allocate nel nuovo collegio di Ruislip, Northwood and Pinner. Trattando il collegio come diretto successore del collegio di Uxbridge, ottenne in più i seguenti ward elettorali:
- Cavendish, South Ruislip e Manor.[1]

Il collegio comprende i seguenti ward:
- 2010-2024: Brunel, Cavendish, Hillingdon East, Manor, South Ruislip, Uxbridge North, Uxbridge South e Yiewsley, situati nel borgo londinese di Hillingdon;
- dal 2024: Colham and Cowley; Hillingdon East; Hillingdon West; Ickenham and South Harefield; Ruislip Manor; South Ruislip; Uxbridge e Yiewsley nel borgo di Hillingdon.[2]

## Membri del parlamento
| Elezione | Elezione       | Deputato | Partito      | Note |
| -------- | -------------- | --- | ------------ | ---- |
|          | 2010           | John Randall | Conservatore |      |
| 2015     | Boris Johnson  | Primo Ministro del Regno Unito (2019-2022) Segretario di Stato per gli affari esteri e del Commonwealth (2016—2018) | Conservatore |      |
| 2023 (S) | Steve Tuckwell | | Conservatore |      |

## Elezioni

### Elezioni negli anni 2020
| Partito                    | Partito                    | Candidato                  | Risultati 4 luglio 2024 | Risultati 4 luglio 2024 |
| Partito                    | Partito                    | Candidato                  | Voti                    | %                       |
| -------------------------- | -------------------------- | -------------------------- | ----------------------- | ----------------------- |
|                            | Conservatore               | Steve Tuckwell             | 0                       | -nan                    |
|                            | Laburista                  | Danny Beales               | 0                       | -nan                    |
|                            | Lib Dem                    | Ian Rex-Hawkes             | 0                       | -nan                    |
|                            | Verdi                      | Sarah Green                | 0                       | -nan                    |
|                            | Reform UK                  | Tim Wheeler                | 0                       | -nan                    |
|                            | UKIP                       | Geoff Courtenay            | 0                       | -nan                    |
|                            | Social Democratico         | Stephen Gardner            | 0                       | -nan                    |
|                            | TUSC                       | Gary Harbord               | 0                       | -nan                    |
|                            |                            |                            |                         |                         |
| Iscritti                   | Iscritti                   | Iscritti                   | 0                       | -nan                    |
| ↳ Votanti (% su iscritti)  | ↳ Votanti (% su iscritti)  | ↳ Votanti (% su iscritti)  | 0                       | -nan                    |
| ↳ Astenuti (% su iscritti) | ↳ Astenuti (% su iscritti) | ↳ Astenuti (% su iscritti) | 0                       | -nan                    |

| Partito                    | Partito                                   | Candidato                   | Risultati 20 luglio 2023 | Risultati 20 luglio 2023 |
| Partito                    | Partito                                   | Candidato                   | Voti                     | %                        |
| -------------------------- | ----------------------------------------- | --------------------------- | ------------------------ | ------------------------ |
|                            | Conservatore                              | Steve Tuckwell              | 13 965                   | 45,16                    |
|                            | Laburista                                 | Danny Beales                | 13 470                   | 43,56                    |
|                            | Verdi                                     | Sarah Green                 | 893                      | 2,89                     |
|                            | Reclaim                                   | Laurence Fox                | 714                      | 2,31                     |
|                            | Lib Dem                                   | Blaise Baquiche             | 526                      | 1,70                     |
|                            | Social Democratico                        | Steve Gardner               | 248                      | 0,80                     |
|                            | Indipendente                              | Kingsley Hamilton Anti-Ulez | 208                      | 0,67                     |
|                            | Vari                                      | Altri                       | 901                      | 2,91                     |
|                            |                                           |                             |                          |                          |
| Iscritti                   | Iscritti                                  | Iscritti                    | 67 056                   | 100,00                   |
| ↳ Votanti (% su iscritti)  | ↳ Votanti (% su iscritti)                 | ↳ Votanti (% su iscritti)   | 31 000                   | 46,23                    |
| ↳ Astenuti (% su iscritti) | ↳ Astenuti (% su iscritti)                | ↳ Astenuti (% su iscritti)  | 36 056                   | 53,77                    |
|                            |                                           |                             |                          |                          |
|                            | Esito: collegio confermato a Conservatore |                             |                          |                          |

### Elezioni negli anni 2010
| Partito                    | Partito                                   | Candidato                  | Risultati 12 dicembre 2019 | Risultati 12 dicembre 2019 |
| Partito                    | Partito                                   | Candidato                  | Voti                       | %                          |
| -------------------------- | ----------------------------------------- | -------------------------- | -------------------------- | -------------------------- |
|                            | Conservatore                              | Boris Johnson              | 25 351                     | 52,61                      |
|                            | Laburista                                 | Ali Milani                 | 18 141                     | 37,65                      |
|                            | Lib Dem                                   | Joanne Humphreys           | 3 026                      | 6,28                       |
|                            | Verdi                                     | Mark Keir                  | 1 090                      | 2,26                       |
|                            | UKIP                                      | Geoffrey Courtenay         | 283                        | 0,59                       |
|                            | Monster Raving Loony                      | Lord Buckethead            | 125                        | 0,26                       |
|                            | Indipendente                              | Count Binface              | 69                         | 0,14                       |
|                            | Indipendente                              | Alfie Utting               | 44                         | 0,09                       |
|                            | —                                         | Yace Yogenstein            | 23                         | 0,05                       |
|                            | Indipendente                              | Norma Burke                | 22                         | 0,05                       |
|                            | —                                         | Bobby Smith                | 8                          | 0,02                       |
|                            | —                                         | William Tobin              | 5                          | 0,01                       |
|                            |                                           |                            |                            |                            |
| Iscritti                   | Iscritti                                  | Iscritti                   | 70 369                     | 100,00                     |
| ↳ Votanti (% su iscritti)  | ↳ Votanti (% su iscritti)                 | ↳ Votanti (% su iscritti)  | 48 187                     | 68,48                      |
| ↳ Astenuti (% su iscritti) | ↳ Astenuti (% su iscritti)                | ↳ Astenuti (% su iscritti) | 22 182                     | 31,52                      |
|                            |                                           |                            |                            |                            |
|                            | Esito: collegio confermato a Conservatore |                            |                            |                            |

| Partito                    | Partito                                   | Candidato                  | Risultati 8 giugno 2017 | Risultati 8 giugno 2017 |
| Partito                    | Partito                                   | Candidato                  | Voti                    | %                       |
| -------------------------- | ----------------------------------------- | -------------------------- | ----------------------- | ----------------------- |
|                            | Conservatore                              | Boris Johnson              | 23 716                  | 50,79                   |
|                            | Laburista                                 | Vincent Lo                 | 18 682                  | 40,01                   |
|                            | Lib Dem                                   | Rosina Robson              | 1 835                   | 3,93                    |
|                            | UKIP                                      | Lizzy Kemp                 | 1 577                   | 3,38                    |
|                            | Verdi                                     | Mark Keir                  | 884                     | 1,89                    |
|                            |                                           |                            |                         |                         |
| Iscritti                   | Iscritti                                  | Iscritti                   | 69 901                  | 100,00                  |
| ↳ Votanti (% su iscritti)  | ↳ Votanti (% su iscritti)                 | ↳ Votanti (% su iscritti)  | 46 694                  | 66,80                   |
| ↳ Astenuti (% su iscritti) | ↳ Astenuti (% su iscritti)                | ↳ Astenuti (% su iscritti) | 23 207                  | 33,20                   |
|                            |                                           |                            |                         |                         |
|                            | Esito: collegio confermato a Conservatore |                            |                         |                         |

| Partito                    | Partito                                   | Candidato                  | Risultati 7 maggio 2015 | Risultati 7 maggio 2015 |
| Partito                    | Partito                                   | Candidato                  | Voti                    | %                       |
| -------------------------- | ----------------------------------------- | -------------------------- | ----------------------- | ----------------------- |
|                            | Conservatore                              | Boris Johnson              | 22 511                  | 50,24                   |
|                            | Laburista                                 | Chris Summers              | 11 816                  | 26,37                   |
|                            | UKIP                                      | Jack Duffin                | 6 346                   | 14,16                   |
|                            | Lib Dem                                   | Michael Cox                | 2 215                   | 4,94                    |
|                            | Verdi                                     | Graham Lee                 | 1 414                   | 3,16                    |
|                            | TUSC                                      | Gary Harbord               | 180                     | 0,40                    |
|                            | Indipendente                              | Jenny Thompson             | 84                      | 0,19                    |
|                            | Monster Raving Loony                      | Howling Laud Hope          | 72                      | 0,16                    |
|                            | Communities United                        | Sabrina Moosun             | 52                      | 0,12                    |
|                            | The Eccentric Party of Great Britain (UK) | Lord Toby Jug              | 50                      | 0,11                    |
|                            | Indipendente                              | Michael Doherty            | 39                      | 0,09                    |
|                            | The Realists` Party                       | Jane Lawrence              | 18                      | 0,04                    |
|                            | Indipendente                              | James Jackson              | 14                      | 0,03                    |
|                            |                                           |                            |                         |                         |
| Iscritti                   | Iscritti                                  | Iscritti                   | 70 679                  | 100,00                  |
| ↳ Votanti (% su iscritti)  | ↳ Votanti (% su iscritti)                 | ↳ Votanti (% su iscritti)  | 44 811                  | 63,40                   |
| ↳ Astenuti (% su iscritti) | ↳ Astenuti (% su iscritti)                | ↳ Astenuti (% su iscritti) | 25 868                  | 36,60                   |
|                            |                                           |                            |                         |                         |
|                            | Esito: collegio confermato a Conservatore |                            |                         |                         |

| Partito                    | Partito                                         | Candidato                  | Risultati 6 maggio 2010 | Risultati 6 maggio 2010 |
| Partito                    | Partito                                         | Candidato                  | Voti                    | %                       |
| -------------------------- | ----------------------------------------------- | -------------------------- | ----------------------- | ----------------------- |
|                            | Conservatore                                    | John Randall               | 21 758                  | 48,27                   |
|                            | Laburista                                       | Sidharath Garg             | 10 541                  | 23,39                   |
|                            | Lib Dem                                         | Mike Cox                   | 8 995                   | 19,96                   |
|                            | BNP                                             | Diane Neal                 | 1 396                   | 3,10                    |
|                            | UKIP                                            | Mark Wadsworth             | 1 234                   | 2,74                    |
|                            | Verdi                                           | Mike Harling               | 477                     | 1,06                    |
|                            | Democratici                                     | Roger Cooper               | 403                     | 0,89                    |
|                            | Fronte Nazionale                                | Frank McCallister          | 271                     | 0,60                    |
|                            |                                                 |                            |                         |                         |
| Iscritti                   | Iscritti                                        | Iscritti                   | 71 210                  | 100,00                  |
| ↳ Votanti (% su iscritti)  | ↳ Votanti (% su iscritti)                       | ↳ Votanti (% su iscritti)  | 45 076                  | 63,30                   |
| ↳ Astenuti (% su iscritti) | ↳ Astenuti (% su iscritti)                      | ↳ Astenuti (% su iscritti) | 26 134                  | 36,70                   |
|                            |                                                 |                            |                         |                         |
|                            | Esito: collegio a Conservatore (nuovo collegio) |                            |                         |                         |

## Risultati dei referendum

### Referendum sulla permanenza del Regno Unito nell'Unione europea del 2016
|             | Collegio                   | Lasciare UE % | Rimanere in UE % |
| ----------- | -------------------------- | ------------- | ---------------- |
|             | Uxbridge and South Ruislip | 56,3%         | 43,7%            |
| Inghilterra | 53,3%                      | 46,7%         |                  |
| Regno Unito | 51,9%                      | 48,1%         |                  |